# Ninurtanadinsumi
Ninurtanadinsumi (Ninurta-nadin-shumi) foi o terceiro rei da Segunda dinastia de Isim. Não se sabe muito sobre este rei. De acordo com a Lista C de reis da Babilônia, ele não tem relação familiar com os seus antecessores, e em outras inscrições não se sabem se ele teve relação familiar com seu antecessor Itimarduquebalatu. De acordo com as inscrições assírias, falavam que Ninurtanadinsumi e seu filho Nabucodonosor I, no reinado dele, se penetraram no território assírio, forçaram o rei assírio Assurresisi I fugir da sua terra e mandar ele e a sua tropa irem para Arbela. Os descendentes de Ninurtanadinsumi continuaram a governar por mais três gerações, até o sétimo rei da dinastia, Marduquesapiquezeri.